# Borneanapis belalong
Borneanapis belalong is een spinnensoort in de taxonomische indeling van de Dwergkogelspinnen (Anapidae).
Het dier behoort tot het geslacht Borneanapis. De wetenschappelijke naam van de soort werd voor het eerst geldig gepubliceerd in 2009 door Snazell.